# Hillsborough Stadium
Hillsborough Stadium är en fotbollsarena i Sheffield i England, invigd 1899. Den är Sheffield Wednesdays hemmaarena.

## Historik och översikt
Arenan invigdes den 2 september 1899, då under namnet Owlerton Stadium. Efter omfattande om- och tillbyggnader 1913 återinvigdes arenan året därpå, då under namnet Hillsborough.
1934 sattes det gällande publikrekordet, när 72 841 åskådare närvarade vid en match i FA-cupen mellan Sheffield Wednesday och Manchester City. 2017 tar arenan in 39 812 åskådare, alla sittande.
På arenan har även spelats landskamper, bland annat under VM 1966 och EM 1996. 1966 var Hillsborough platsen för tre gruppspelsmatcher samt kvartsfinalen mellan Västtyskland och Uruguay (4–0 till de blivande silvermedaljörerna). Vid EM 1996 spelades tre matcher i Grupp D på arenan.
Hillsborough Stadium är även känd för Hillsborougholyckan, som inträffade på arenan 1989. Under en semifinal i FA-cupen mellan Liverpool och Nottingham Forest klämdes 96 Liverpool-anhängare då till döds på arenans västra läktare.